# Pilosella auriculoides
Pilosella auriculoides là một loài thực vật có hoa trong họ Cúc. Loài này được (Láng) Arv.-Touv. miêu tả khoa học đầu tiên năm 1880.